# Pachycondyla pergandei
Pachycondyla pergandei är en myrart som först beskrevs av Auguste-Henri Forel 1909.  Pachycondyla pergandei ingår i släktet Pachycondyla och familjen myror. Inga underarter finns listade i Catalogue of Life.

## Bildgalleri

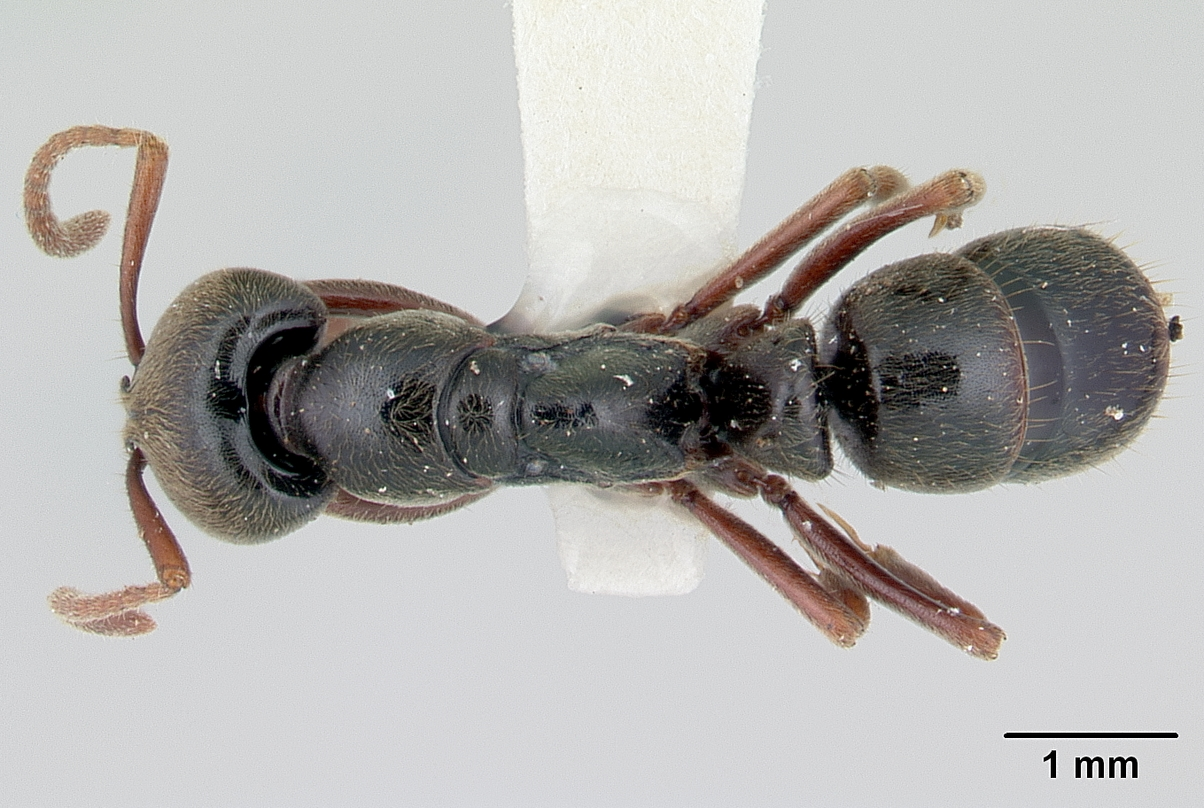
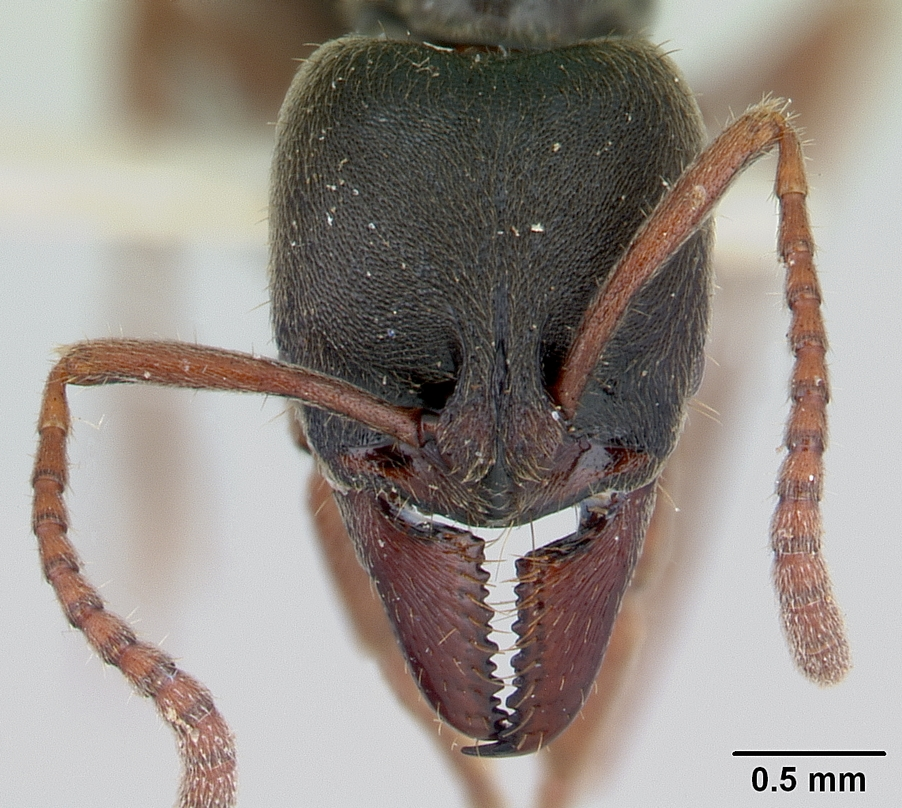
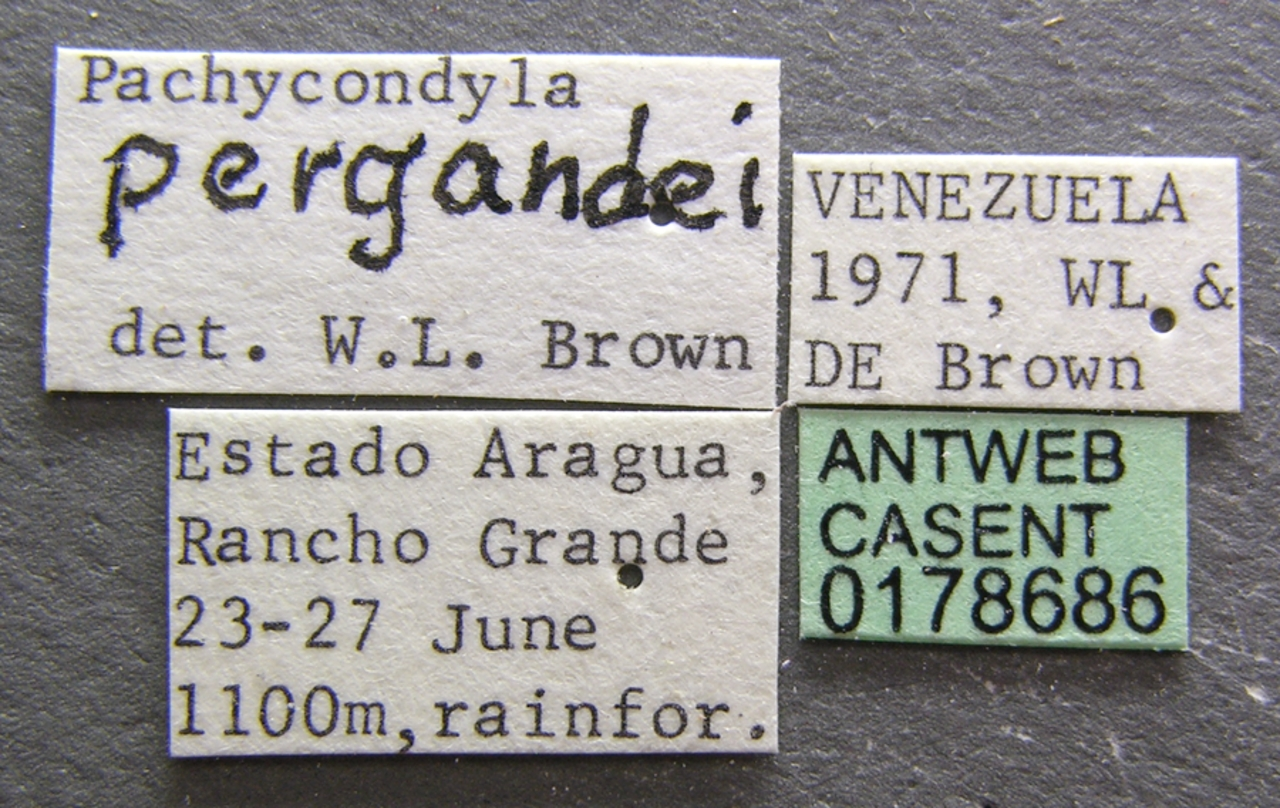
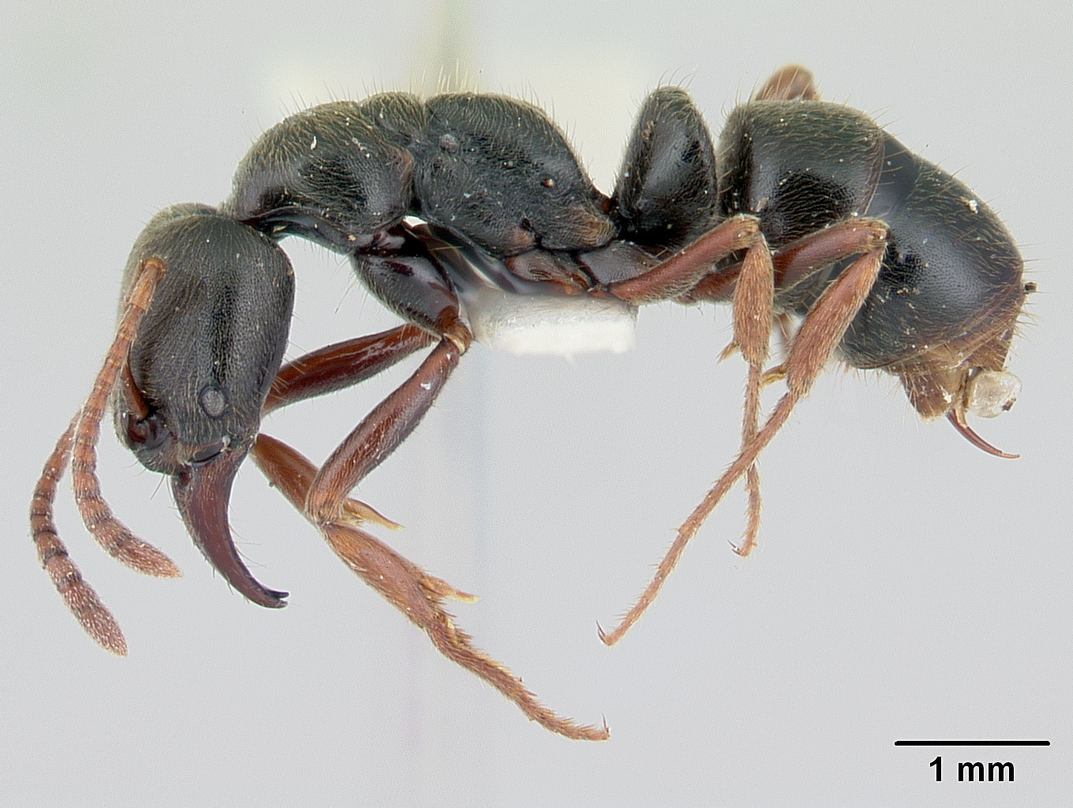